# Ayoub Tabet
Pour les articles homonymes, voir Tabet.
Ayoub Tabet (1884-1947) est un homme d'État libanais de confession protestante.
Il est président du Conseil des ministres du Liban du 30 janvier 1936 au 5 janvier 1937. En 1943, il a assuré la présidence du Liban sous mandat français du 18 mars au 22 juillet 1943, ainsi que Premier ministre du 22 mars au 21 juillet.